# Informirani pristanak
Informirani pristanak je postupak za pribavljanje dopuštenja prije provođenja zdravstvenog postupka na osobi ili za otkrivanje osobnih podataka. Pružatelj Zdravstveni radnik može zatražiti od pacijenta pristanak prije primanja terapije, ili klinički istraživač može (a najčešće je i zakonski obvezan) zatražiti od sudionika istraživanja privolu prije nego što ga uključi u kliničko ispitivanje. Informirani pristanak pribavlja se prema smjernicama iz područja bioetike, medicinske etike i istraživačke etike .
Može se reći da se informirani pristanak daje na temelju jasne procjene i razumijevanja činjenica, implikacija i posljedica postupka. Adekvatan informirani pristanak temelji se na poštovanju dostojanstva osobe. Da bi dala informirani pristanak, osoba mora imati odgovarajuće sposobnosti rasuđivanja i raspolagati svim relevantnim činjenicama. Poremećaji razumijevanja i rasuđivanja koji mogu spriječiti davanje informiranog pristanka uključuju temeljnu intelektualnu ili emocionalnu nezrelost, visoka razina stresa kao što je posttraumatski stresni poremećaj (PTSP), teški intelektualni invaliditet, teški mentalni poremećaj, utjecaj opojnih sredstava, tešku neispavanost, Alzheimerovu bolest, komatozna stanja itd.
Pribavljanje informiranog pristanka nije uvijek potrebno. Ako se smatra da neka osoba ne može dati informirani pristanak, druga je osoba općenito ovlaštena dati pristanak u njezino ime, npr. roditelji ili zakonski skrbnici djeteta (premda se i u tom slučaju od djeteta može zatražiti informirani pristanak ), kao i tzv. osobe od povjerenja duševno oboljelih osoba.  Pristanak se može pretpostaviti prema načelu impliciranog pristanka, npr. kada će besvjesna osoba umrijeti ako joj se smjesta ne pruži medicinska pomoć.
U slučajevima kada se pojedincu pružaju nedovoljne informacije za donošenje obrazložene odluke, postavljaju se ozbiljna etička pitanja. Takve slučajeve u kliničkim ispitivanjima u medicinskim istraživanjima predviđa i sprečava etičko povjerenstvo ili povjerenstvo za istraživačku etiku.
Obrasci informiranih pristanaka mogu se naći na mrežnim stranicama Svjetske zdravstvene organizacije.

## Procjena
Informirani pristanak može biti složen za procjenu, jer niti izrazi pristanka, niti izrazi razumijevanja implikacija i posljedica, ne znače nužno da je puni pristanak odrasle osobe zaista dan, niti da je je ona uistinu i u potpusti razumjela sva relevantna pitanja. Pristanak se može podrazumijevati unutar uobičajenih nijanski ljudske komunikacije, umjesto da se o pristanku izričito raspravlja usmeno ili pismeno. U nekim slučajevima pristanak ne može biti zakonski moguć, čak i ako se osoba protivi, doista razumije i želi postupak za kojega se pristanak pribavlja. Postoje i strukturirani instrumenti za procjenu sposobnosti davanja informiranog pristanka, iako idealan instrument trenutno ne postoji.[nedostaje izvor]
Dakle, uvijek postoji stupanj do kojeg se o informiranom pristajanju mora pretpostaviti ili zaključiti na temelju promatranja, znanja ili pravne osnove. To je posebno slučaj u seksualnim pitanjima i pitanjima međuljudskih odnosa. U medicinskim ili formalnim okolnostima izričiti sporazum putem potpisa - na koji se obično zakonski oslanja - jest norma bez obzira na stvarni pristanak. To je slučaj s određenim postupcima, poput direktive "ne oživljavati" koju je pacijent potpisao prije početka svoje bolesti - pod uvjetom da zakon određene zemlje omogućava potpisivanje odluke o neoživljavanju. U Republici Hrvatskoj to nije omogućeno.[nedostaje izvor]
Slijede dva kratka primjera za gore navedeno:
1. Osoba se usmeno može složiti s nečim iz straha, osjećaja socijalnog pritiska ili psiholoških poteškoća u utvrđivanju svojih istinskih osjećaja. Osoba koja zahtijeva privolu na pristanak možda iskreno toga nije svjesna i vjeruje da je pristanak istinski, te se na nj može osloniti. Suglasnost je iskazana, ali u nutrini osobe nije dana.
2. Osoba može tvrditi da razumije implikacije neke radnje, kao dio pristanka, ali zapravo nije u potpunosti procijenila moguće posljedice i može kasnije poreći valjanost pristanka iz tog razloga. Razumijevanje potrebno za informirani pristanak je prisutno, ali zapravo (zbog neznanja) nije prisutno.

## Važeći elementi
Da bi pojedinac mogao dati valjani informirani pristanak, moraju biti prisutne tri komponente: objelodanjivanje, sposobnost i dobrovoljnost.
- Objelodanjivanje zahtjeva da istraživač svakom potencijalnom ispitaniku pruži informacije potrebne za samostalno donošenje odluke, kao i da osigura da ispitanik na odgovarajući način razumije pružene informacije. Ovaj potonji zahtjev podrazumijeva da se obrazac pismenog pristanka napiše na laičkom jeziku primjerenom razini sposobnosti razumijevanja populacije kojoj ispitanik pripada, kao i procjena razine razumijevanja kroz razgovor (da bi se obavijestio).
- Sposobnost se odnosi na sposobnost osobe da razumije pružene informacije, kao i da stvori razumnu prosudbu na temelju potencijalnih posljedica svoje odluke.
- Dobrovoljnost se odnosi na pravo svake osobe da donosi odluke slobodno i bez vanjskih pritisaka kao što su prisila, manipulacija ili neprimjereno utjecanje.

## Odricanje od zahtjeva
Odricanje od zahtjeva za pristankom može se primijeniti u određenim okolnostima kada se ne očekuje da iz istraživanja proizlazi predvidiva šteta, ili kada je to dopušteno zakonom i propisima, ili ako je nadležni etički odbor odobrio neotkrivanje određenih podataka.
Osim istraživanja s minimalnim rizikom, odricanja od pristanka mogu se dobiti u vojnom okruženju, npr. u SAD, prema Američkom zakoniku o oružanim snagama (10 USC 980).